# Santiago María Ramírez de Dulanto
Santiago María Ramírez Ruíz de Dulanto (* 25. Juli 1891 in Samiano, Burgos; † 18. Dezember 1967 in Salamanca) war ein spanischer Dominikanerpater und Philosoph. Er nahm als Experte am II. Vaticanum teil.
Er studierte am Seminar von Logroño. 1911 trat er in den Dominikanerorden ein, zuerst im Kolleg von Corias (Asturien). Seine Studien führte er weiter am Angelicum in Rom. Am 16. Juli 1916 wurde er zum Priester geweiht. Er lehrte Theologie und Philosophie am Konvent von San Esteban de Salamanca von 1920 bis 1923, an der Universität Freiburg i. Ü. bis 1945 und am Instituto «Luis Vives» de Filosofía in Madrid. Dann stieg er auf zum Studienleiter der Dominikaner in der spanischen Provinz und wohnte wieder im Konvent San Esteban in Salamanca, wo er auch beerdigt wurde.
Er polemisierte um 1935 gegen Jacques Maritain über dessen Sozialphilosophie und Ethik, indem er für eine klassisch naturrechtliche, zunächst glaubensfreie Begründung der Ethik eintrat. Vor allem wurde er bekannt für seine Diskussion über José Ortega y Gasset mit dessen „Epigonen“ Pedro Laín Entralgo, Julián Marías und José Luis López-Aranguren. Schließlich lehrte er über das Gemeinwohl in der Gesellschaft, das vor allem von der Einheit des Staates abhänge. Der überzeugte Thomist kommentierte die Summa theologica des Thomas von Aquin und polemisierte als „Staatstheologe“ u. a. gegen Kritiker des spanischen Diktators Francisco Franco. 1960 war er Mitglied der zentralen Vorbereitungskommission des 2. Vatikanischen Konzils, Peritus der theologischen Kommission und Mitarbeiter des Dominikanergenerals Aniceto Fernández.

## Schriften
- De analogia secundum doctrinam aristotelico-thomisticam, Ciencia Tomista, Madrid, 1921–1922.
- De spei christianae fideique divinae mutua dependentia, Typis Consociationis Sancti Pauli, Friburgi, 1940.
- De hominis beatitudine, I, Salamanticae, 1942.
- De hominis beatitudine, II, Salamanticae, 1943.
- De hominis beatitudine, III, Salamanticae, 1947.
- De auctoritate doctrinali S. Thomae Aquinatis, Apud Sanctum Stephanum, Salmanticae, 1952.
- La filosofía de Ortega y Gasset, Herder, Barcelona, 1958.
- ¿Un orteguismo católico? Dialogo amistoso con tres epígonos de Ortega, españoles, intelectuales y católicos, Imp. Calatrava, Salamanca 1958.
- La esencia de la esperanza cristiana, Punta Europa, Madrid, 1960.
- De episcopatu ut sacramento deque episcoporum collegio, Apud Sanctum Stephanum, Salmanticae, 1963.
- De ipsa philosophia in universum, Instituto de Filosofía „Luis Vives“, Madrid, 1970.

## Einzelbelege
1. ↑  Pio Colonnello: Filosofia e politica in America Latina. Armando Editore, 2005, ISBN 978-88-8358-740-5 (google.de [abgerufen am 7. September 2020]).

| Personendaten    | Personendaten                           |
| ---------------- | --------------------------------------- |
| NAME             | Ramírez de Dulanto, Santiago María      |
| ALTERNATIVNAMEN  | Ramírez Ruiz de Dulanto, Santiago Maria |
| KURZBESCHREIBUNG | spanischer Philosoph und Theologe       |
| GEBURTSDATUM     | 25. Juli 1891                           |
| GEBURTSORT       | Samiano                                 |
| STERBEDATUM      | 18. Dezember 1967                       |
| STERBEORT        | Salamanca                               |